# Arenzana de Arriba
Arenzana de Arriba és un municipi de la Rioja, a la regió de la Rioja Alta,